# 四氧化氙
四氧化氙（化学式：XeO4）是稀有气体氙的氧化物之一，黄色晶体，溶于水生成高氙酸，溶于碱生成高氙酸盐。四氧化氙只在-35.9 °C以下稳定，高于该温度时爆炸性分解为氙和氧气。
四氧化氙中，氙原子的氧化态为+8，所有的价电子都用于成键。其他的氙氧化物包括三氧化氙、二氧化氙以及存在于固态氩中的XeOO+阳离子。

## 反应
四氧化氙在高于−35.9 °C时自发分解为氙和氧气：
XeO4 → Xe  + 2 O2; ΔH = -643 kJ/mol
其他含+8氧化态的氙的化合物是XeO3F2和XeO2F4，可被质谱检测到，由四氧化氙与六氟化氙反应得到。

## 合成
四氧化氙的所有合成路线都以高氙酸盐作起始原料。高氙酸盐可由氙酸盐的歧化反应或用臭氧氧化氙酸盐得到：
2 XeO42− → XeO64− + Xe + O2
2 XeO42− + 4 e- + 2 O3 → 2 XeO64− + 2 O2
高氙酸盐与硫酸反应生成不稳定的高氙酸。高氙酸脱水得到四氧化氙：
Ba2XeO6 + 2 H2SO4 → 2 BaSO4 + (H4XeO6 → 2 H2O + XeO4)
高氙酸缓慢分解生成氙酸、氧气和水：
2 H4XeO6 → O2 + 2 H2XeO4 + 2 H2O